# Архангельский, Алексей Петрович
Алексе́й Петро́вич Арха́нгельский (5 (17) марта 1872 — 2 ноября 1959, Брюссель) — русский военачальник, генерал-лейтенант (1917). Начальник Главного штаба (1917—1918). Участник Белого движения.

## Служба вРусской императорской армии
Родился в потомственной дворянской семье. Окончил Московский 2-й кадетский корпус в 1890 году и вступил в службу в сентябре этого года. Окончил 3-е Александровское военное училище в 1892 году (по 1-му разряду). Зачислен по армейской пехоте и выпущен в лейб-гвардии Волынский полк, где служил несколько лет младшим офицером, командиром роты и помощником заведующего полковой учебной командой. Окончил Николаевскую академию Генерального штаба (1898; по 1-му разряду).
С 1898 года — офицер Генерального штаба при штабе Варшавского военного округа. С января 1899 года — старший адъютант штаба 18-й пехотной дивизии, при этом с 24.01.1899 по 22.05.1900 года отбывал цензовое командование ротой в лейб-гвардии Егерском полку. С мая 1900 года — старший адъютант штаба 6-го армейского корпуса (Варшавский ВО). В 1901 году переведён в Главный штаб: столоначальник, с февраля 1902 младший делопроизводитель канцелярии Военно-учёного комитета, с мая 1903 вновь столоначальник, с декабря 1904 состоящий в числе штаб-офицеров Генерального штаба при Главном штабе, с октября 1906 по март 1909 года — делопроизводитель мобилизационного отдела Главного штаба. В этот же период отбыл цензовое командование батальоном в Киевском 5-м гренадерском полку. С марта 1909 года был начальником отделения, а с сентября 1910 года — исполняющим должность помощника дежурного генерала Главного штаба (утверждён в должности только 6.12.1912 года).
С началом первой мировой войны был 24 июля 1914 года назначен исполняющим должность дежурного генерала Главного штаба. На этой должности оставался в течение почти всей войны, отвечал за назначения командного состава по армии. Неоднократно выезжал в действующую армию для выполнения поручений Главнокомандующего. После Февральской революции во время «кадровой чехарды» в русской армии дважды исполнял должность начальника Генерального штаба после отстранения с этого поста генерала П. И. Аверьянова (с 22 по 27 марта и с 31 марта по 12 апреля). 17 апреля 1917 года назначен дежурным генералом при Верховном Главнокомандующем. С 9 мая 1917 года — начальник Главного штаба (утверждён в должности 24 августа 1917 года).
Временным правительством был произведён в генерал-лейтенанты (24.8.1917).

## Участие в гражданской войне
После Октябрьской революции был заменён 23 ноября (по н.ст. 8 декабря) на должности начальника Главного штаба на лояльного к большевикам генерал-лейтенанта Н. М. Потапова, перемещён на должность начальника Управления по командному составу Главного штаба. Затем был начальником отделения по учёту и призыву военных специалистов мобилизационного отдела Главного штаба. После создания Красной Армии был зачислен в неё, получив приказом от 14 июня 1918 года назначение на такую же должность во Всероглавштабе.
По утверждению ряда позднейших эмигрантских источников, находясь на этой должности, участвовал в деятельности Московского руководства «Всероссийского Национального центра», отправляя многочисленные группы офицеров в Добровольческую армию и своевременно предупреждая генералов и офицеров об аресте, а по мнению других авторов, такую легенду Архангельский придумал себе сам.
7 сентября 1918 года А. П. Архангельский был снят с должности и переведён в распоряжение начальника Всеросглавштаба. Расценивая это как угрозу разоблачения, сумел добиться от Л. Д. Троцкого своего направления в инспекционную командировку на Южный фронт 15 сентября, где бежал от красных. По некоторым данным, с декабря 1918 по январь 1919 года служил в Военном министерстве Украинской державы, откуда тоже бежал. В феврале 1919 года прибыл в Екатеринодар в Добровольческую армию, потребовал военного суда над собой. Суд под председательством генерала Н. Ф. Дорошевского признал его невиновным и оправдал. Решение суда было утверждено А. И. Деникиным 7 марта 1919 года, который, однако, так и не восстановил доверие к А. П. Архангельскому, направив в резерв чинов при Главнокомандующем ВСЮР, а затем на службу на второстепенные административные должности.
С мая 1919 года являлся членом Комиссии по рассмотрению представлений к наградам и о производстве офицеров и классных чинов, с 3 июня 1919 года — помощник начальника общего отдела военного управления с оставлением на прежней должности. Дежурный генерал штаба Русской армии П. Н. Врангеля уже после её эвакуации из Крыма (с 20.11.1920).

## В эмиграции
После эвакуации из Крыма, с 1920 и по 1926 год — начальник отделения личного состава и информационного отделения штаба Главнокомандующего русской армией. Исполняющий должность помощника начальника штаба Главкома (октябрь-ноябрь 1926, затем этот штаб был упразднён). В 1927 году переехал из Королевства сербов, хорватов и словенцев (где находился с 1921 года) в Бельгию, где работал служащим одной из транспортных контор в Брюсселе. Также возглавлял ряд эмигрантских организаций: с 1927 года — Председатель Общества офицеров Генерального штаба в Бельгии, Объединения лейб-гвардии Волынского полка, Объединения офицеров гвардейской пехоты и лейб-гвардии Волынского полка в Бельгии, Объединения офицеров Гвардейского общества.
С 22 марта 1938 года по 25 января 1957 года возглавлял Русский общевоинский союз. Подтвердил приказ № 82 генерала П. Н. Врангеля, запрещающего членам РОВС состоять в каких-либо политических организациях. Принимал меры к сплочению русской военной эмиграции и добился на этом пути определённых успехов, проведя в конце 1938 года в Белграде совещание целого ряда военных эмигрантских организаций, на котором была принята декларация о признании ими решающей роли РОВС. До конца жизни оставался последовательным антибольшевиком и видел задачу РОВСа в продолжении борьбы с большевизмом. Во время советско-финской войны предпринимал попытки организации русской армии из советских военнопленных в Финляндии. Созданный Б. Г. Бажановым при согласии маршала К. Г. Маннергейма отряд под названием «Русская народная армия» принимал участие в боевых действиях на стороне финской армии. Из-за этого у него произошёл конфликт с А. И. Деникиным, считавшим Финляндию и финскую пропаганду антироссийской и русофобской.
В годы Второй мировой войны отстаивал интересы формально распущенных русских военных организаций в Бельгии и Франции перед германскими оккупационными властями, за что подвергался краткосрочному аресту и заключению в тюрьму немцами. Тем не менее, антибольшевизм А. П. Архангельского фактически привёл его в стан союзников Гитлера: 29 июня 1941 года в письме Председателя РОВСа за подписью Архангельского, которое рассылалось из Брюсселя всем подразделениям, отделам и воинским объединениям, он сформулировал официальную позицию РОВС по вопросу советско-германской войны, выступая за участие белоэмигрантов на стороне нацистской Германии. Впоследствии активно поддерживал создание РОА и Власовское движение — в письме к А. А. фон Лампе писал: «Войти в связь с А.[ндреем] А.[ндреевичем] нужно, ведь это должна быть антибольшевистская армия, да ещё получившая специальную антибольшевистскую подготовку. Кроме того — это должно быть — хотелось бы в это верить — русская национальная армия. Как же нам, заклятым врагам большевизма и русским националистам остаться равнодушными?».
В 1944 году после освобождения Бельгии силами англо-американских войск, был по требованию советского посольства арестован бельгийской полицией по подозрению в коллаборационизме, однако через несколько дней он был освобождён, а советскому правительству было отказано в его выдаче. После войны проделал большую работу по восстановлению РОВС. Один из инициаторов состоявшегося 12 июня 1949 года в Париже первого заседания Совета Российского Зарубежного Воинства (в который вошли РОВС, Корпус Императорской армии и флота, Русский корпус, ряд других военных и казачьих организаций), на котором почётным председателем Совета стал Великий Князь Андрей Владимирович, а председателем — генерал-лейтенант А. П. Архангельский (по март 1957 года). В январе 1957 года по состоянию здоровья официально передал должность председателя РОВС генерал-майору А. А. фон Лампе (который ещё с июня 1955 года временно исполнял эту должность). С 27 января 1957 года — почётный член РОВС.
Скончался в Брюсселе. Похоронен там же на кладбище Юккль.

## Награды
- Орден Святого Станислава 3 ст. (1902)
- Орден Святой Анны 3 ст. (1906)
- Орден Святой Анны 2 ст. (6.12.1910)
- Орден Святого Владимира 3 ст. (6.12.1913)
- Орден Святого Станислава 1 ст. (6.12.1914)
- Орден Святой Анны 1 ст. (22.03.1915)
- Орден Святого Владимира 2 ст. (10.04.1916)
- «В память царствования императора Александра III»
- «В память коронации Императора Николая II»
- «В память 200-летия Полтавской битвы»
- «В память 100-летия Отечественной войны 1812»
- «В память 300-летия царствования дома Романовых»
- Офицерский крест Итальянского ордена короны (1903)
- Ордена Благородной Бухары 1-й (1911) и 2-й (1910) степеней с алмазами (1913) и бриллиантами (1916)[18]

## Военные чины
- Вступил в службу юнкером (01.09.1890)
- Подпоручик (ст. 05.08.1891)
- Поручик (ст. 04.08.1896)
- Штабс-капитан гвардии с переименованием в капитаны Генерального штаба (ст. 17.05.1898)
- Подполковник (ст. 06.04.1903)
- Полковник «за отличие по службе» (06.12.1907)
- Генерал-майор «за отличие по службе» (06.13.1913)
- Генерал-лейтенант «за отличие по службе» (24.08.1917)[18]